# Nannoscincus mariei
Nannoscincus mariei är en ödleart som beskrevs av  Bavay 1869. Nannoscincus mariei ingår i släktet Nannoscincus och familjen skinkar. IUCN kategoriserar arten globalt som sårbar. Inga underarter finns listade i Catalogue of Life.